# Mycodiplosis hemileiae
Mycodiplosis hemileiae är en tvåvingeart som beskrevs av Barnes 1939. Mycodiplosis hemileiae ingår i släktet Mycodiplosis och familjen gallmyggor. Inga underarter finns listade i Catalogue of Life.